# Lausanne Underground Film and Music Festival
 (janvier 2024).
Le Lausanne Underground Film and Music Festival, ou LUFF, est un festival de cinéma et de musique underground qui se tient chaque année à Lausanne, en Suisse.
Créé en 2002 par une association à but non lucratif, l'Association pour la promotion de la culture indépendante, le festival a pour  but premier  de présenter des films inconnus des circuits de diffusion grand public, souvent expérimentaux. Les projections, qui ont lieu en journée et en soirée, sont suivies la nuit d'événements musicaux animés par des artistes proches de la scène underground.
Trois prix (pour un montant total de 8 000 francs suisses en 2006) sont décernés par le festival.

## Historique
D'abord baptisé Nuits Underground, le festival, qui tire son inspiration du New York Underground Film Festival (en), est né en 1995 à Vevey, avec une programmation intégralement sélectionnée à New York. Les années suivantes, il affirme graduellement sa singularité. D'une petite salle de trente places la première année, il parvient à rassembler plus d'un millier de spectateurs en 2000.
En 2002, après une année de pause, le festival se déplace à Lausanne grâce au soutien de la Cinémathèque suisse. La première édition officielle du Lausanne Underground Film and Music Festival rassemble 4 000 visiteurs ; celle de 2005 attire 8 000 spectateurs.

## Éditions

### 2023: 22eédition
La 22e édition du LUFF s'ouvre le mercredi 18 octobre.

#### Cinéma
Au total, 93 films, 35 courts métrages et cinq documentaires, dont celui d'Ian White sur Nick Cave en première suisse, sont programmés. Six cinéramas thématiques sont mis sur pied, notamment consacrés à Bruce Lee et au cinéma érotique grec lors de la dictature des colonels.
La compétition internationale oppose 40 films, dont Divinity de Steven Soderbergh. Le film d'ouverture est The Belgian Wave de Jérôme Vanderwattyne ; le film de clôture Apocalypse Clown de George Kan.

#### Musique
Le programme comprend 22 performances payantes au Casino de Montbenon, dont Ata Ebtekar, Dreamcrusher et Jon the Dog, et des projets et ateliers gratuits sur l'esplanade de Montbenon.

### 2022: 21eédition
La 21e édition du LUFF s'ouvre le mercredi 18 octobre.

### 2021: 20eédition
La 20e édition se tient du 20 au 24 octobre 2021. Elle accueille notamment la performeuse Lydia Lunch.
Le film d'ouverture est After Blue de Bertrand Mandico. Le programme comprend le film de 1973 de George A. Romero intitulé The Amusement Park.

### 2020: Dix-neuvième édition
La dix-neuvième édition du LUFF se tient du 14 au 18 octobre 2020.

### 2019: Dix-huitième édition
La dix-huitième édition s'est tenue du 16 au 20 octobre 2019.
- Palmarès films
  - Meilleur long métrage : The Wolf House de Joaquín Cociña & Cristóbal León, 2018, Chili/Allemagne
  - Meilleur court fiction : Great Choise de Robin Comisar, 2018, États-Unis
  - Meilleur court expérimental : The Stone Guest de Marina Fomenko, 2018, Russie
  - Meilleur court animation : Slug Life de Sophie Koko Gate, 2019, Royaume-Uni
  - Mention court métrage animation : You Are Overreacting de Karina Paciorkowska, 2019, Pologne

### 2018: Dix-septième édition
La dix-septième édition s'est tenue du 17 au 21 octobre 2018.
- Palmarès films
  - Meilleur long métrage : Braid de Mitzi Peirone León, 2018, États-Unis
  - Meilleur court fiction : How to Behave de Alexandra Karelina, 2018, Russie
  - Meilleur court expérimental : Chinx Without Swords de Eric Lee Loong, 2018, Singapour
  - Meilleur court métrage animation : Barbeque de Jenny Jokela, 2017, Royaume-Uni

### 2017: Seizième édition
La seizième édition s'est tenue du 18 au 22 octobre 2017.
- Palmarès films
  - Meilleur long métrage : Kuso de Steven Ellison aka Flying Lotus, 2017, États-Unis
  - Meilleur court fiction : The Past Inside The Present de James Siewert, 2016, États-Unis
  - Meilleur court expérimental : Flocks de Myriam Boucher, 2016, Canada
  - Meilleur court animation : Hot Dog Hands de Matt Reynolds, 2016, États-Unis
  - Meilleur court documentaire : Richard Twice de Matthew Salton, 2016, États-Unis

### 2016: Quinzième édition
La quinzième édition s'est tenue du 19 au 23 octobre 2016 à Lausanne.
- Palmarès films
  - Meilleur long métrage : Wild de Nicolette Krebitz, 2016, Allemagne
  - Meilleur court fiction : Depressive Cop de Bertrand Mandico, 2016, France
  - Meilleur court expérimental : Rotation de Herbert Distel, 2015, Autriche
  - Meilleur court animation : A Morning whitout Coffee de Jelle Van Meerendonk, 2016, Pays-Bas

### 2015: Quatorzième édition
Organisée du 14 au 18 octobre 2015, plus de 13 000 spectateurs se sont rendus au festival durant les 5 jours de projections et 4 nuits de concerts. Parmi les rétrospectives films, une était dédiée au réalisateur Jeff Perkins qui est venue présenter Movies for the Blind, une série d'enregistrements et d'interviews de passagers dans son taxi de 1995 à 2002.
- Palmarès films
  - Meilleur long métrage : Felt de Jason Banker
  - Meilleur court fiction : Notre dame des hormones de Bertrand Mandico
  - Meilleur court expérimental : Rearranged de Ewa Górzna
  - Meilleur court animation : Pandemonio de Valerio Spinelli
  - Meilleur court documentaire : Then Then Then de Daniel Shioler

### 2014: Treizième édition
Du 15 au 19 octobre.
- Palmarès films
  - Meilleur long métrage : Buzzard de Joel Potrykus, 2014, États-Unis
  - Meilleur court fiction (ex æquo) : The Voice Thief d'Adan Jodorowski, 2013, Chine, France, États-Unis.
  - Meilleur court fiction (ex æquo) : Straight to Video d'Elizabeth Vazquez, 2013, États-Unis
  - Meilleur court expérimental : Kudryavka Little Ball of Fur de Pikku Kippura, 2013, Finlande
  - Meilleur court animation : Wawd Ahp de Stephen Girard, 2013, États-Unis

### 2013: Douzième édition
La douzième édition (du 16 au 20 octobre 2013) a présenté un total de 98 films et 24 concerts/performances. Le programme de retrospective présentait des films de Katsu Kanai, Pierre Clémenti, F.J. Ossang et Andrey Iskanov ainsi qu'une carte blanche à Jello Biafra.
- Palmarès films
  - Meilleur long métrage : Worm by Andrew Bowser
  - Meilleur court fiction : Fist of Jesus by David Munoz
  - Meilleur court expérimental : Autoportrait : Presto con Amore by Martin Messier

### 2012: Onzième édition
Cette édition se tient du 17 au 21 octobre 2012 avec la présence de John Waters. D'autres rétrospectives incluent des films de Christoph Schlingensief et Richard Stanley.
- Palmarès films
  - Meilleur long métrage : Toad Road by Jason Banker
  - Meilleur court fiction : Boro in the Box by Bertrand Mandico
  - Meilleur court animation : Bobby Yeah by Robert Morgan
  - Meilleur court expérimental : Six Hundred and Forty-one Slates by Don Swaynos

### 2012: LUFF does TOKYO / FEEDBACK TOKYO
À l'occasion de la dixième édition. Le festival a tenu une édition extra-muros anniversaire à Tokyo. À l'occasion de ce programme d'échange avec la salle de concert Super-Deluxe, la salle de cinéma UPLINK Factory et le festival IMAGE FORUM des films de Peter Liechti, Emmanuelle de Riedmatten, Stefan E. Hauser et d'autres ont été présentés du 27 avril au 4 mai 2012. Un site trilingue (français-anglais-japonais) a été fait pour l'occasion.

### 2011: Dixième édition
La dixième édition s'est tenue du 19 au 23 octobre 2011.
- Palmarès films 
  - Meilleur long métrage : The Oregonian de Calvin Reeder
  - Meilleur court animation : Miss Candace Hilligoss’ Flickering Halo de Fabio Scacchioli & Vincenzo Core
  - Meilleur court expérimental : Slick Horsing de Kiron Hussain

### 2010: Neuvième édition
S'est tenue du 20 to 24 octobre 2010.
- Palmarès films 
  - Meilleur long métrage : [http ://www.chickenfactory.co.uk/stranger.html You're the Stranger Here] de Tom Geens
  - Meilleur court animation : Oranus de Jelena Girlin et Mari-Liis Bassovskaja
  - Meilleur court expérimental : M de Felix Dufour-Laperriere

### 2009: Huitième édition
Du 14 au 18 octobre 2009.

### 2008: Septième édition
Organisée du 15 au 19 octobre 2008.

### 2007: Sixième édition
Du 10 au 14 octobre à la cinémathèque suisse, arsenic et zinéma.

### 2006: Cinquième édition
La cinquième édition du LUFF s'est tenue du 11 au 15 octobre 2006. La rétrospective s'est intéressée à l'actionnisme viennois, Jonas Mekas et un programme de films sXprmntl sélectionnés par Roland Lethem avec des films de Thierry Zéno, Philippe Caufriez, Patrice Bauduinet, et Patrick Hella ainsi qu'une série de films de Jean-Jacques Rousseau.
- Palmarès films 
  - Meilleur long métrage : Threat de Matt Pizzolo and Katie Nisa
  - Meilleur court fiction : Memory Lapse de Scott Amos
  - Meilleur court expérimental : Emerge de Stephane Broc

### 2005: Quatrième édition
Du 12 au 16 octobre 2005.
- Palmarès films 
  - Meilleur long métrage : Die You Zombie Bastards ! de Caleb Emerson
  - Meilleur court fiction : Clean de Geoffrey Engelbrecht
  - Meilleur court expérimental (ex æquo) : Grau de Robert Seidl
  - Meilleur court expérimental (ex æquo) : Fiddler's Green de Jean-Claude Campell et Marco Bowald

### 2004: Troisième édition
Du 13 au 17 octobre 2004.

### 2003: Deuxième édition
Du 8 au 12 octobre 2003.

### 2002: Première édition
La première édition du LUFF en tant que tel s'est tenue du 5 au 9 juin 2002.